# カリブ・ギルダー
カリブ・ギルダー（カリブ海ギルダーとも、オランダ語: Caribische gulden、パピアメント語: florin karibense、略称Cg）は、オランダ王国の構成体キュラソーとシント・マールテンの法定通貨。キュラソーおよびシント・マールテン中央銀行（CBCS）によって発行される。為替レートは1米ドル = 1.79Cgに固定されている（ドルペッグ制）。
カリブ・ギルダーは2025年3月31日から流通が開始され、4月1日より旧通貨アンティル・ギルダー（NAf）との交換が始まった。導入して3か月間は移行期間としてアンティル・ギルダーでの現金払いも可能であったが、7月1日よりカリブ・ギルダーが唯一の法定通貨となった。

## 名称
カリブ・ギルダーという名称は「キュラソーおよびシント・マールテン共通通貨制度規則 (Regeling Gemeenschappelijk Geldstelsel Curaçao en Sint Maarten)」によって規定されている。
当初は「オランダ領カリブ・ギルダー」と呼ばれていたが、オランダ領カリブにはアルバとBES諸島を含むため変更された。また2014年頃は略称をCMgとしていた。
ISO 4217のコードはXCGで、通常Xから始まるコードは複数の地域で使用されている通貨に割り当てられる。

## 歴史
もともとアンティル・ギルダーはオランダ領アンティルの法定通貨で、オランダ領アンティルが解体されたことで新規発行は停止したが、引き続き元構成体で流通し続けた。このうち、BES諸島（ボネール島、シント・ユースタティウス島、サバ島）は2011年1月1日に米ドルを導入した。残るキュラソーとシント・マールテンは通貨同盟を結成し、新通貨としてカリブ・ギルダーが計画されていたが、両者の合意はなく実行に移されなかった。
2014年4月のキュラソーとシント・マールテンの財務・首脳会談で、キュラソーは独自の中央銀行の設立を要望した。2015年7月、キュラソーのJosé Jardim財務大臣は両島の通貨統合の研究は優先事項ではないと述べた。
2018年6月、シント・マールテンのMichael Ferrier財務大臣は記者会見で、アンティル・ギルダーの準備金はあと2年分しか残っておらず、両島はすぐに決断を下す必要があると述べた。想定される選択肢として、カリブ・ギルダーの作成のほか、米ドルやユーロの導入も挙げられた。
2019年10月にキュラソーのKenneth Gijsbertha財務大臣は2021年にカリブ・ギルダーを導入する方針を確認し、翌年11月にCBCSが正式に発表したが、ドル化から地域通貨導入に切り替えたことに関する国際通貨基金の評価が行われるまで延期となった。2021年8月までに、カリブ・ギルダーは2023年から2024年の間に導入される予定であると報じられた。2022年9月、CBCSは導入時期の目標を2024年としていると発表した。その後2023年7月までに、導入は2025年に延期された。

## 紙幣
10Cg、20Cg、50Cg、100Cg、200Cgの5種類。アンティル・ギルダーに存在した250Nafは200Cgに、25Nafは20Cgにそれぞれ置き換えられ、国際決済システムの慣行に沿ったものになっている。
アンティル・ギルダーと同様に綿製であるが、品質が高く耐久性が向上している。また、最新の偽造防止技術が施されている。
発行者はアメリカ合衆国のクレーン・カレンシーである。アンティル・ギルダーはJoh. Enschedéが発行していたが、しばらく前に紙幣の印刷を中止している。

## 硬貨
1c、5c、10c、25c、50c、1Cg、5Cgの7種類。アンティル・ギルダーに存在した2.5NAf（ギルダー）は採用されなかった。
発行者はカナダの造幣局王立カナダ造幣局。